# Mury
Mury jsou zaniklá vesnice v okrese Litoměřice. Ve dvanáctém až čtrnáctém století stávala v místech osady Kliment severovýchodně od Hostěnic u Brozan nad Ohří. Vesnice zanikla nejspíše v důsledku povodní. Jejím pozůstatkem je budova bývalého kostela svatého Klimenta upravená na obytný dům.

## Název
Název vesnice byl odvozen z osobního jména Mur ve významu ves Murů nebo ves Murovy rodiny. V historických pramenech se název objevuje ve tvarech: Mur (1226), Mury (1352 až okolo roku 1405), „w Murzech“ (1451) a „na Maursku“ (1516).

## Historie
Podle archeologických nálezů sídliště existovalo od dvanáctého do poloviny čtrnáctého století. S rozlohou přibližně 2,5 hektaru, čemuž odpovídá více než patnáct usedlostí, patřilo k větším venkovským sídlištím.
První písemná zmínka o Murech pochází z roku 1226 a nachází se v listině, kterou král Přemysl Otakar I. potvrdil doksanskému klášteru vlastnictví všech klášterních vsí. V jejich výčtu byly Mury uvedeny mezi vesnicemi, které klášteru při založení daroval Vladislav II., i když skutečným donátorem mohla být Vladislavova manželka Gertruda Babenberská nebo pravděpodobněji jejich dcera Anežka. V Anežčině případě by klášter vesnici získal jako její věno, se souhlasem Vladislava II., nejspíše ve druhé polovině roku 1150. Stejná listina obsahuje ještě jednu zmínku o Murech („villam ipsorumin Mur iure theutonico decrevimus roborari“), ve které panovník souhlasil s převodem vsi na německé právo. Jedná se o nejstarší zmínku o české vesnici s emfyteutickým právem.
Ve spojení s emfyteutickým právem existuje hypotéza o pokusu kláštera vytvořit z Mur ekonomické centrum blízkého okolí Doksan a změnit vesnici na tržní osadu. V rozporu s tím jsou však zmínky v listinách z let 1273 a 1276, v nichž jsou Muru uvedeny, na rozdíl od jiných srovnatelných sídel, jen jako vesnice s mlýnem, a dokonce v nich chybí zmínka o kostele. Ani mladší listiny ze čtrnáctého století, v nichž se řešila špatná ekonomická situace kláštera, Mury jako významnější centrum neuvádí.
Příčinou zániku vesnice byly pravděpodobně změny podnebí a s nimi související série velkých povodní, kterým byly Mury vystaveny. August Sedláček uvedl, že vesnice zanikla při povodni roku 1342, ale soudobé zprávy žádnou zmínku o Murách v souvislosti s povodní neobsahují. Podle archeologických nálezů však k zániku došlo přibližně v polovině čtrnáctého století. V letech 1398 a 1451 byly Mury uvedeny ještě jako ves, ovšem z klášterních účtů z roku 1393 je zřejmé, že označení Mury se už netýkalo vesnice. Vztahovalo se pouze k jejím pozemkům, protože polní práce na nich vykonávali poddaní z Pístů, Budyně nad Ohří a Roudnice nad Labem. Obyvatelé ze zničené vesnice byli nejspíše částečně přestěhováni do nově zřízené osady Nové Dvory.

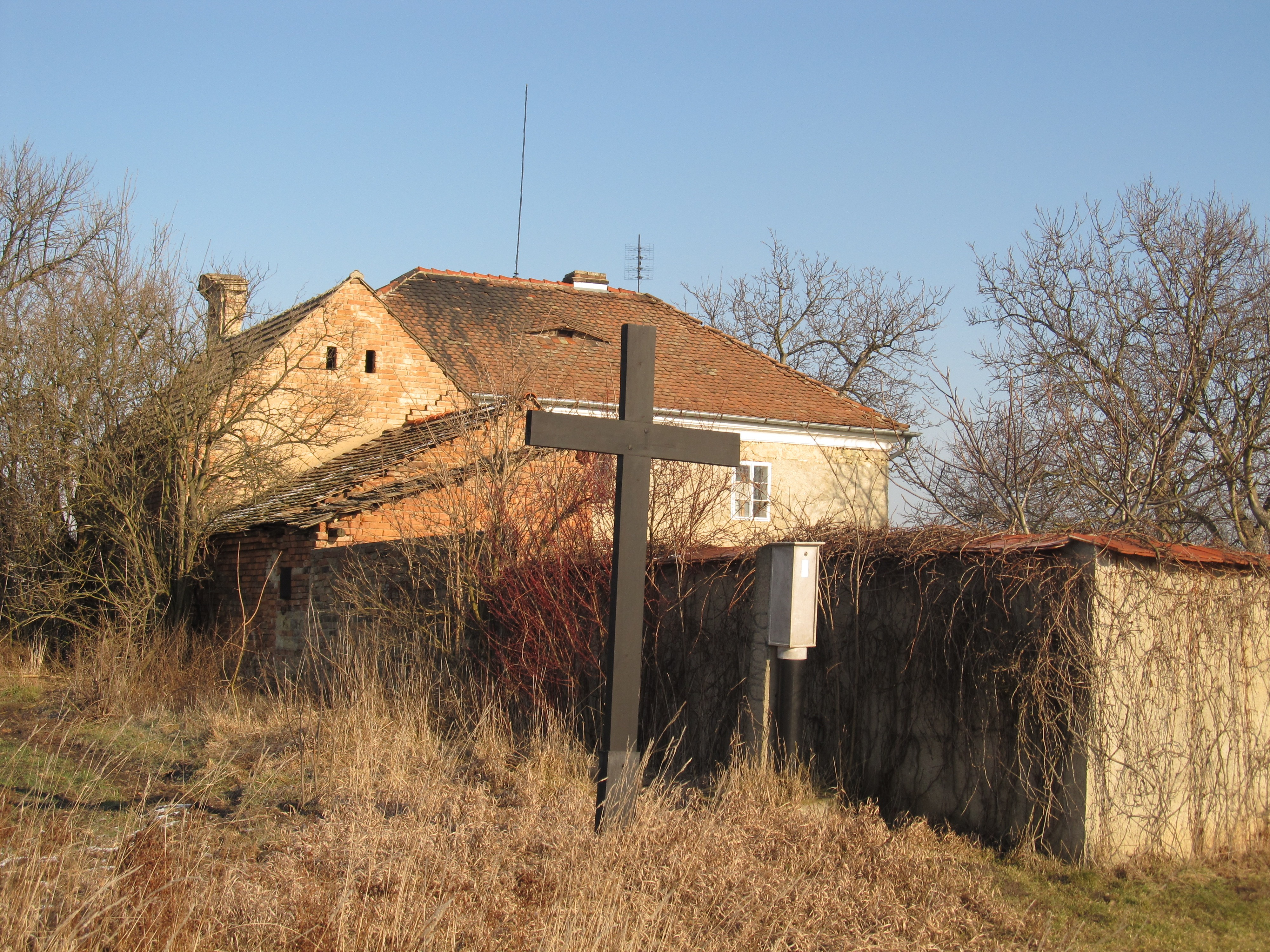
Kříž u bývalého kostela svatého Klimenta

Jedinou dochovanou stavbou je budova bývalého kostela svatého Klimenta, podle které je pojmenován ostrov v Ohři, na kterém vesnice stávala. V historických pramenech je zmíněn poprvé v roce 1388, ale vzhledem ke svému patrociniu svatého Klimenta zřejmě existoval už ve druhé polovině dvanáctého století. Po zániku vesnice fungoval jako farní kostel pro okolní vesnice. Budova byla přestavěna v barokním slohu a svému účelu sloužila do roku 1782, kdy byl klášter zrušen. Poté byla upravena na obytný dům.

## Přírodní poměry
Mury stály na ostrově, který se v Ohři vytvořil vybudováním tzv. Brozanského náhonu. Ten vznikl úpravou bývalého říčního ramene. Ostrov je asi čtyři kilometry dlouhý a až jeden kilometr široký. Podle bývalého kostela byl pojmenován jako Ostrov svatého Klimenta. V jeho geologickém podloží se nachází štěrkopískové nánosy překryté recentní nivou Ohře.